# Untersdorf (Schnaittach)
Untersdorf  ist ein Gemeindeteil des Marktes Schnaittach im Landkreis Nürnberger Land (Mittelfranken, Bayern). Untersdorf liegt in der Gemarkung Großbellhofen.

## Geografie
Das Dorf liegt südlich der Staatsstraße 2236, erstreckt sich zwischen dem Peuntgraben und dem Krebsbach und hat 16 Anwesen. Südlich des Ortes befindet sich der Nürnberger Spitalwald. Eine Gemeindeverbindungsstraße führt zur St 2236 (0,4 km östlich) bzw. nach Laipersdorf (1,6 km westlich), eine weitere führt die St 2236 kreuzend nach Germersberg (1,4 km nordwestlich).

## Geschichte
Mit dem Gemeindeedikt wurde Untersdorf im Jahr 1808 dem Steuerdistrikt Germersberg und der Ruralgemeinde Germersberg zugewiesen. Mit dem Zweiten Gemeindeedikt (1818) kam der Ort zur neu gebildeten Ruralgemeinde Großbellhofen. Die Bayerische Uraufnahme zeigt Untersdorf in den 1810er Jahren als Angerdorf inmitten von Streuobstwiesen mit elf Herdstellen, Wirtschaftsgebäuden und einem Dorfbrunnen. Die kleine Kapelle am östlichen Ortsausgang ist neuzeitlicher Entstehung und taucht erst ab den 1960er Jahren in den Kartenwerken auf. Im Zuge der Gebietsreform in Bayern wurde Untersdorf am 1. Juli 1971 nach Schnaittach eingemeindet.